# Lincoln épület
A Lincoln épület (angolul: Lincoln Hall) a Portlandi Állami Egyetem színházművészeti, filmművészeti és előadó-művészeti tanszékeinek székhelye az Amerikai Egyesült Államok Oregon államának Portland városában. Az 1912-ben átadott létesítményben korábban középiskola működött.

## Története
A Morris H. Whitehouse által tervezett épületben 1912-től 1580 diákkal a Lincoln Középiskola működött; a 45 tantermes intézmény Jacob Kamm egykori tehenészetének helyén épült fel. Az 1948-as áradás után az állami felsőoktatási tanács az épületet az 1949. április 15-ei törvényjavaslat elfogadása után 1952-ben 875 ezer dollárért megvásárolta a portlandi tankerülettől.
A Vanport Extension Center 1951 őszétől költözött volna be, azonban a középiskola új épülete addigra még nem készült el. E. Carl Schiewe 113 ezer dolláros átalakítását követően 1952 szeptemberében az épületben esti kurzusokat tartó Portland Extension Centerrel való összevonást követően a Portland State Extension Center működött. A szenátus 1955-ben Portlandi Állami Főiskolára nevezte át.
A létesítmény az 1951–1952-es átépítést követően is rossz állapotban volt; a Daily Vanguard szerint az ajtók kinyitásához „sámsoni erőre volt szükség”, és az épületből való távozás egy páncélteremből való kijutáshoz hasonlított.

### Felújítások
1966-ban az alagsori tornatermet tanteremmé, majd kétszáz férőhelyes koncerthelyszínné alakították át. 1974-ben az auditóriumban zenekari árkot és liftet alakítottak ki, valamint a szerkezeti átalakítás miatt férőhely 750-ről 500-ra csökkent. Több tantermet is kibővítettek.
2000-ben az épületet kisajátították. Ted Kulongoski kormányzó sürgette a törvényhozást a 175 milliós finanszírozási csomag részét képező felújítások megszavazására. Az épületet 29 millió dollárból földrengésállóvá tették és cserélték az azbeszttetőt. A 2010 augusztusában elkészült átépítéskor az épület megkapta a LEED arany fokozatú energiatanúsítványát.
1955 és 1958 között a szomszédos Cramer épülettel emeleti folyosóval kötötték össze.

## Rendezvények
Az épületben polgármesterjelölti vitákat, balettfellépéseket és művészeti kiállításokat is rendeznek.

## Fordítás
- Ez a szócikk részben vagy egészben  a   Lincoln Hall (Portland, Oregon) című angol Wikipédia-szócikk ezen változatának fordításán alapul.  Az eredeti cikk szerkesztőit annak laptörténete sorolja fel. Ez a jelzés csupán a megfogalmazás eredetét és a szerzői jogokat jelzi, nem szolgál a cikkben szereplő információk forrásmegjelöléseként.